# 120405 Святилівка
120405 Святи́лівка (120405 Svyatylivka) — астероїд головного поясу, відкритий 24 вересня 2005 в Андрушівці, Житомирська область, Україна. Названо на честь у давнину козацького села Святилівка.
Тіссеранів параметр астероїда щодо Юпітера — 3,294.